# Wikipedija na irskom jeziku
Irska Wikipedija (irski: Vicipéid na Gaeilge) je inačica Wikipedije na irskom. Osnovana je listopada 2003. godine. Prvi je članak napisan siječnja 2004. godine.
Utemeljitelj irske Wikipedije je Gabriel Beecham. Rujna 2005. napisano je preko 1600 članaka, a na njima su pridonosila 173 suradnika, što prijavljena, što neprijavljena. Do ožujka 2007. oko 20 redovnih Wikipedista pisalo je članke, a napisano je oko sedam tisuća članaka. 18. je srpnja 2012. prešla petnaest tisuća članaka, čim je došla na stoto mjesto po veličini među Wikipedijama po kriteriju broja članaka. 29. rujna 2012. imala je 15.580 članaka, 33.642 stranica ukupno, 621.554 uređivanja od početka, 14.872 registrirana suradnika, 92 aktivnih suradnika, 1148 postavljenih datoteka.
Mediji su radosno dočekali irsku Wikipediju. Barry McMullin s Dublinskog gradskog sveučilišta (irs. Ollscoil Chathair Bhaile Átha Cliath, eng. Dublin City University) u svom je članku napisao da u irskoj Wikipediji vjerojatno neće nikad biti toliko članaka kao u Wikipedijama velikih svjetskih jezika, no da je još uvijek korisni izvor. Primijetio je da kad je tražio podatke o nekim temama bilo je vjerojatnije da će biti korisnijom nego Wikipedije na engleskom i inim jezicima, jer onim suradnici kojim bude potrebna, bit će korisnijom nego da nemaju nikakve irske enciklopedija. McMullin smatra da će irska Wikipedija vjerojatno evoluirati u nešto što će sadržavati primarne ili konačne inačice članaka određenih tema. Ostali akademski izvori naglasili su naobrazbenu vrijednost tog projekta.

## Vanjske poveznice
- Irska Wikipedija
- (irski) Vicipéid
- (irski) Inačica irske Wikipedije za mobitele (nema potpunu podršku)
- Statistike irske Wikipedije  Arhivirana inačica izvorne stranice od 20. rujna 2008. (Wayback Machine), autor Erik Zachte